# آبنما (رودان)
آبنما، روستایی در دهستان آبنما بخش مرکزی شهرستان رودان در استان هرمزگان ایران است.

## جمعیت
بر پایه سرشماری عمومی نفوس و مسکن در سال ۱۳۹۵، جمعیت این روستا برابر با ۱٬۳۴۱ نفر (۳۷۹ خانوار) بوده‌است.

## جاذبه گردشگری
پرطرفتار ترین جاذبه گردشگری این روستا پل آبنما است که افراد زیادی به آنجا رفته به دلیل پل بسیار زیبا آبنما و رود جاری آنجا